# Taco (cantante)
Taco Ockerse (Yakarta, 21 de julio de 1955), simplemente conocido como Taco. Es un cantante y compositor neerlandés. Los estilos musicales que el interpreta son el rock, soul, new wave, synth pop y el Hi-NRG. Desde 1974, permanece radicado en Alemania, donde realiza ocasionalmente grabaciones en Berlín. Taco también aparece en el teatro, principalmente en el género musical.

## Biografía
Nacido en Indonesia pero pasó buena parte de su infancia en varios países incluyendo Países Bajos, Luxemburgo, Alemania, Estados Unidos, Bélgica y Singapur. En 1973 se graduó de la International School en Bruselas tras lo cual estudió decoración de interiores terminando en una escuela de actuación en Hamburgo, donde participó en varias obras montadas como parte de los estudios y, ya graduado, fue actor de ensamble y llegó a ser director y coreógrafo del musical Nightchild en 1979. En este mismo año funda su primera banda Taco's Bizz.
En 1981 participó con la canción "Träume Brochen Zeit" en la preselección representando a Alemania en el Festival de la Canción de Eurovisión, donde terminó en el lugar 12. Ese año significó su lanzamiento como solista firmando un contrato con el sello Polydor mas, tras dos grabaciones, se cambia a RCA Records que edita su primer álbum en 1982 titulado After Eight, el cual contenía la canción «Puttin' on the Ritz», cuya versión original fue compuesta por Irving Berlin en 1929. Esta versión se convirtió en un éxito internacional alcanzando los primeros lugares en Europa y en el Billboard Hot 100 de los Estados Unidos.

## Putting on the Ritz
El video "Putting on the Ritz" fue bastante criticado por utilizar mujeres maquilladas como BlackFace, un estilo teatral que se considera racista y ofensivo. Por tal motivo el video fue censurado y editado. Sus padres vivieron la Segunda Guerra Mundial, y sus abuelos fueron ejecutados ya que eran judíos. Tiene hermanos y hermanas.

## Discografía

### Álbumes de estudio
- 1982: After Eight (RCA Records)
- 1984: Let's Face the Music (RCA Records)
- 1985: Swing Classics: In the Mood of Glenn Miller (Polydor Records)
- 1986: Tell Me That You Like It (Polydor Records)
- 1987: Taco (Perle Records)

### Álbumes recopilatorios
- 1991: Puttin' on the Ritz - Best of Taco (BMG)
- 2000: Best of Taco (BMG)

2000 BMG International
1. "Puttin' on the Ritz"
2. "Cheek to Cheek"
3. "Beautiful Sailor"
4. "Where Did Our Love Go"
5. "After Eight"
6. "Heartbreak City"
7. "Chain Reaction"
8. "Nice Weather"
9. "Night and Day"
10. "Mas Que Nada"
11. "If Swing Goes, I Go Too"
12. "I'm Sentimental (Je pense à toi)"
13. "Tellin' Everybody"
14. "La vie en Rose"
15. "Running for Love"
16. "Singin' in the Rain"

### Sencillos
| Año                                                                        | Título                             | Mejores posiciones en listas | Mejores posiciones en listas | Mejores posiciones en listas | Mejores posiciones en listas | Mejores posiciones en listas | Mejores posiciones en listas | Mejores posiciones en listas | Mejores posiciones en listas | Mejores posiciones en listas |
| Año                                                                        | Título                             | ALE                          | AUT                          | BEL                          | EUA                          | NOR                          | NZ                           | PB                           | SUE                          | SUI                          |
| -------------------------------------------------------------------------- | ---------------------------------- | ---------------------------- | ---------------------------- | ---------------------------- | ---------------------------- | ---------------------------- | ---------------------------- | ---------------------------- | ---------------------------- | ---------------------------- |
| 1981                                                                       | "Träume Brochen Zeit"              | —                            | —                            | —                            | —                            | —                            | —                            | —                            | —                            | —                            |
| 1982                                                                       | "Cheek to Cheek"                   | —                            | —                            | —                            | —                            | —                            | —                            | 45                           | —                            | —                            |
| 1982                                                                       | "Puttin' On the Ritz"              | 20                           | 3                            | 13                           | 4                            | 2                            | 1                            | 12                           | 1                            | 6                            |
| 1982                                                                       | "Singin' in the Rain"              | 49                           | —                            | 28                           | —                            | —                            | —                            | —                            | —                            | —                            |
| 1983                                                                       | "Superphysical Resurrection"       | —                            | —                            | —                            | —                            | —                            | —                            | —                            | —                            | —                            |
| 1984                                                                       | "Let's Face the Music (And Dance)" | —                            | —                            | —                            | —                            | —                            | —                            | —                            | —                            | —                            |
| 1984                                                                       | "Under My Tight Skin"              | —                            | —                            | —                            | —                            | —                            | —                            | —                            | —                            | —                            |
| 1985                                                                       | "Heartbreak City"                  | —                            | —                            | —                            | —                            | —                            | —                            | —                            | —                            | —                            |
| 1986                                                                       | "You’re My Answer to it All"       | —                            | —                            | —                            | —                            | —                            | —                            | —                            | —                            | —                            |
| 1988                                                                       | "Got to Be Your Lover"             | —                            | —                            | —                            | —                            | —                            | —                            | —                            | —                            | —                            |
| 1989                                                                       | "Love Touch"                       | —                            | —                            | —                            | —                            | —                            | —                            | —                            | —                            | —                            |
| 1991                                                                       | "Lady of my Heart"                 | —                            | —                            | —                            | —                            | —                            | —                            | —                            | —                            | —                            |
| 1992                                                                       | "Tico Tico"                        | —                            | —                            | —                            | —                            | —                            | —                            | —                            | —                            | —                            |
| 2011                                                                       | "Timeless Love"                    | —                            | —                            | —                            | —                            | —                            | —                            | —                            | —                            | —                            |
| "—" denota que el sencillo no llegó a las listas o no se lanzó en ese país |                                    |                              |                              |                              |                              |                              |                              |                              |                              |                              |